# Shennong

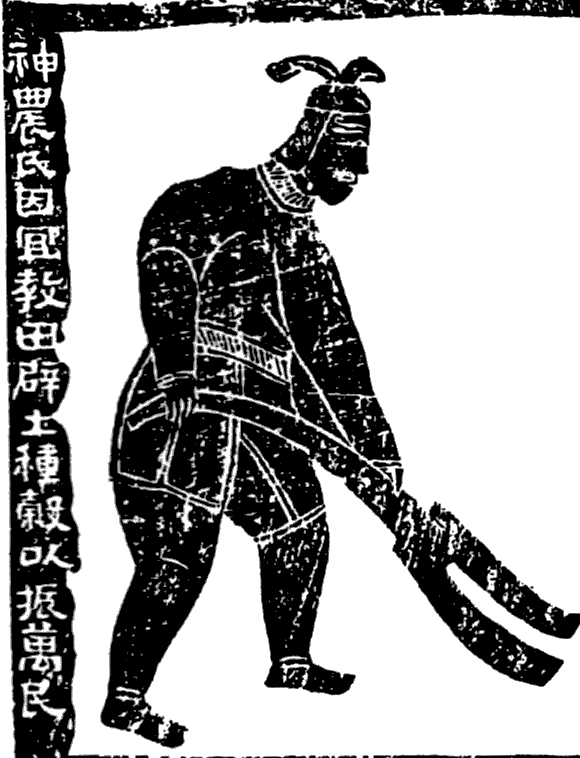
Shennong El emperador Shennong Yan (炎帝) es bien conocido como el primer emperador de la antigua China, que no sólo inventó las herramientas de cultivo para su pueblo, sino también las hierbas para tratar las enfermedades de su gente. Representado en una pintura mural de la dinastía Han

Shennong (en chino tradicional, 神農; en chino simplificado, 神农; pinyin, Shénnóng, Wade-Giles: Shen-nung o Shen Nung), también conocido como el Emperador Yan (炎帝, Yándì), es uno de los personajes principales de la mitología china, identificado en algunas tradiciones como uno de los Tres augustos y cinco emperadores. Supuestamente vivió hace unos 5000 años y su nombre significa El Divino Granjero, ya que, según la tradición, transmitió a los antiguos la práctica de la agricultura.

## Genealogía
Familiar cercano de Huangdi, el Emperador Amarillo, identificado a veces como su hermano, se le considera un patriarca de los chinos de etnia han, que les tienen a ambos como sus ancestros, refiriéndose a sí mismos con la fórmula "los descendientes de Yan y Huang" (炎黄子孙, Yán Huáng zisun). También en la mitología vietnamita, el pueblo vietnamita le considera su antepasado.

## Héroe intelectual
A Shennong se le atribuye la identificación, probándolas consigo mismo, de cientos de plantas medicinales y venenosas, lo que fue crucial para el desarrollo de la medicina china y la agricultura. También se dice que descubrió  el té, planta que precisamente puede ser usada como antídoto contra el envenenamiento de unas setenta especies distintas de plantas. Se le atribuye el Clásico de las raíces y hierbas del Divino Granjero (神农本草经, Shénnóng běncǎo jīng), libro recopilado por primera vez a finales de la Dinastía Han Occidental en el que se ordenan las hierbas descubiertas por él, según su tipo y rareza.
Junto con Fuxi y el Emperador amarillo, fue el inventor del guqin, un instrumento chino de cuerda.

## Leyendas
Se dice que Shennong tenía un aspecto peculiar, con un cuerpo delgado y transparente (vientre de cristal), excepto la cabeza y las extremidades, por lo que sus órganos internos eran claramente visibles. Shennong probaba todo tipo de hierbas, y siempre que las hierbas fueran venenosas, sus órganos internos aparecían de color negro después de tomarlas, por lo que era fácil saber a qué parte del cuerpo afectaba cada hierba. Más tarde, como Shennong tomó demasiados tipos de hierbas venenosas, acumuló tanto veneno que finalmente murió a causa de la Gelsemium elegans (algunos dicen que fue el gusano de los cien pies Ciempiés). Pero los antiguos de la dinastía Ming han demostrado que se trata de una leyenda falsa.

### Enseñar al pueblo a cultivar
Según la leyenda, Shennong inventó el método de cultivo y ordenó a la gente que recogiera las semillas de cereales y las sembrara en la tierra recuperada, y más tarde la gente siguió este método para cultivar los cereales.

### La invención de la pala
La primera pala de madera de Shennong se considera el inicio de la invención agrícola.

### Descubre el té
El （《茶经》:El clásico del té）de la dinastía Tang Lu Yu decía: "Bebida de té, pelo de Shennong". La leyenda dice que el sabor de Shennong de hierbas venenosas también se utiliza para desintoxicar el té, "Shennong Ben Cao Jing" nube: "Shennong probado un centenar de hierbas, el día se encontró con setenta y dos de veneno, consiguió el té y la desintoxicación."

## Galería de fotos

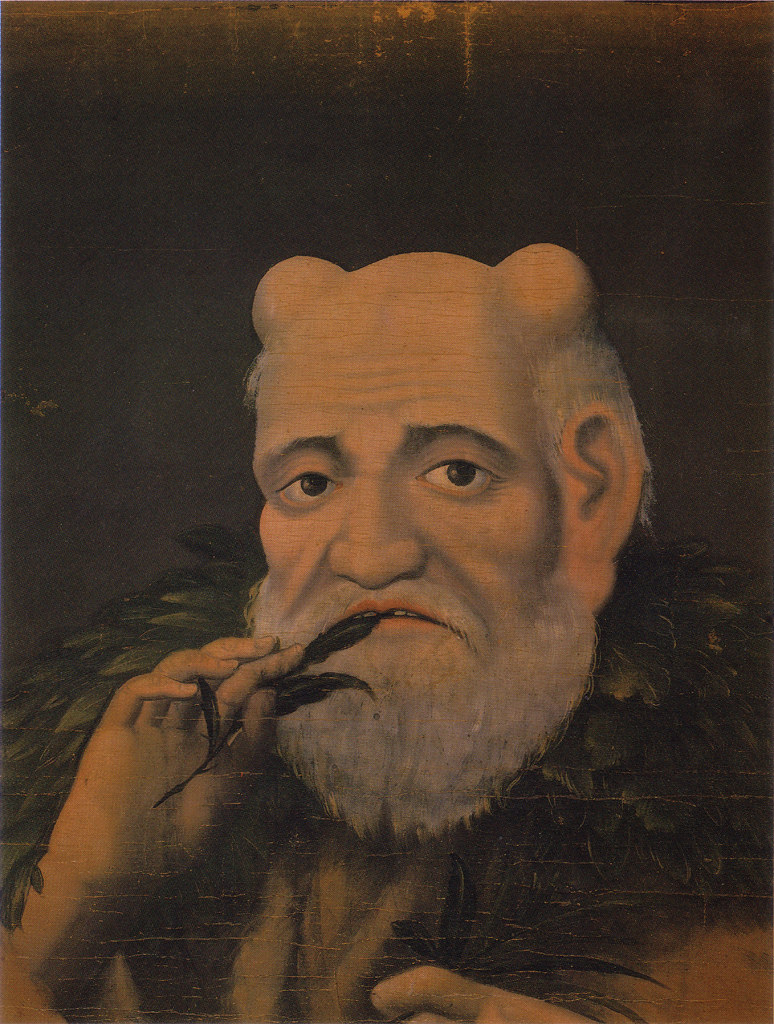
Shennong sosteniendo hojas de té, por Hasegawa Nobukata principios del siglo XVII, Japón.
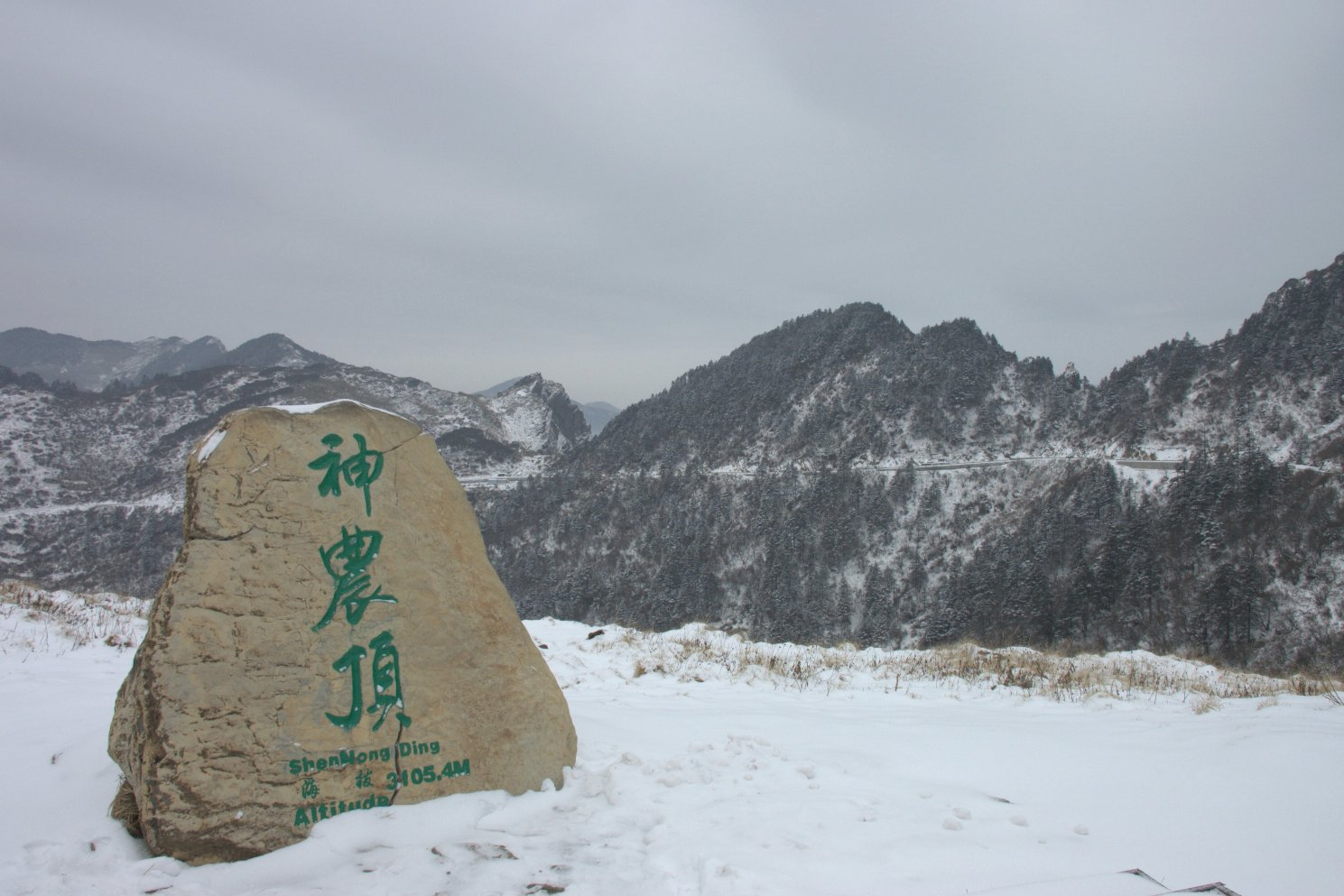
Shennongding: "El pico de Shennong", asociado a la historia de que Shennong tenía una escalera que utilizaba para subir y bajar de la montaña, y que más tarde se convirtió en el bosque local.
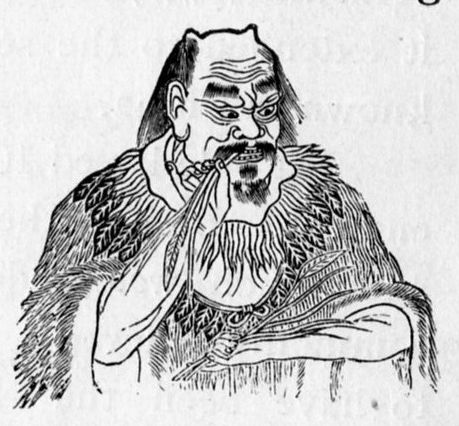
Shennong probar las plantas para comprobar sus cualidades en sí mismo.
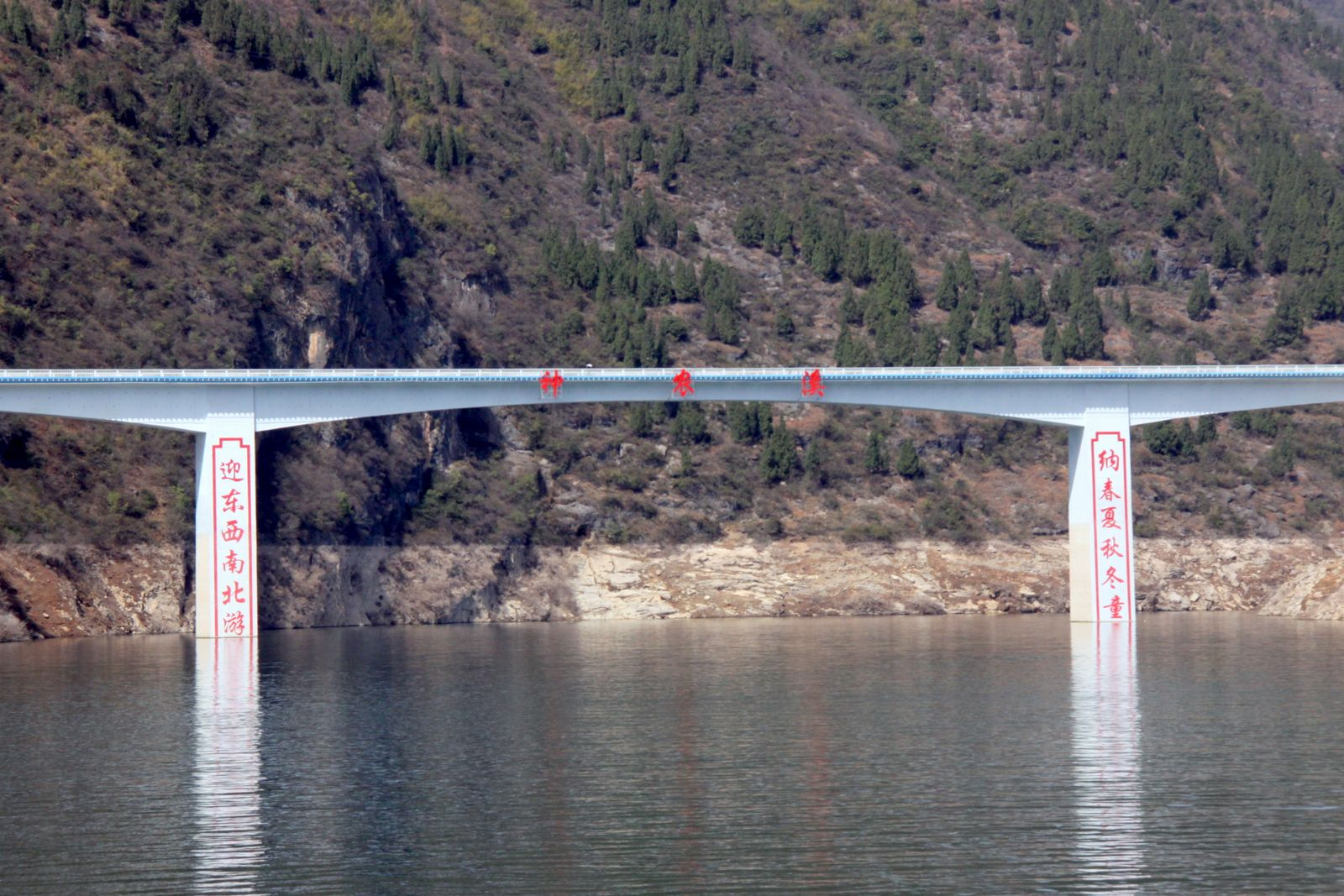
El puente de Shennongxi cerca de su confluencia con el río Yangtze.
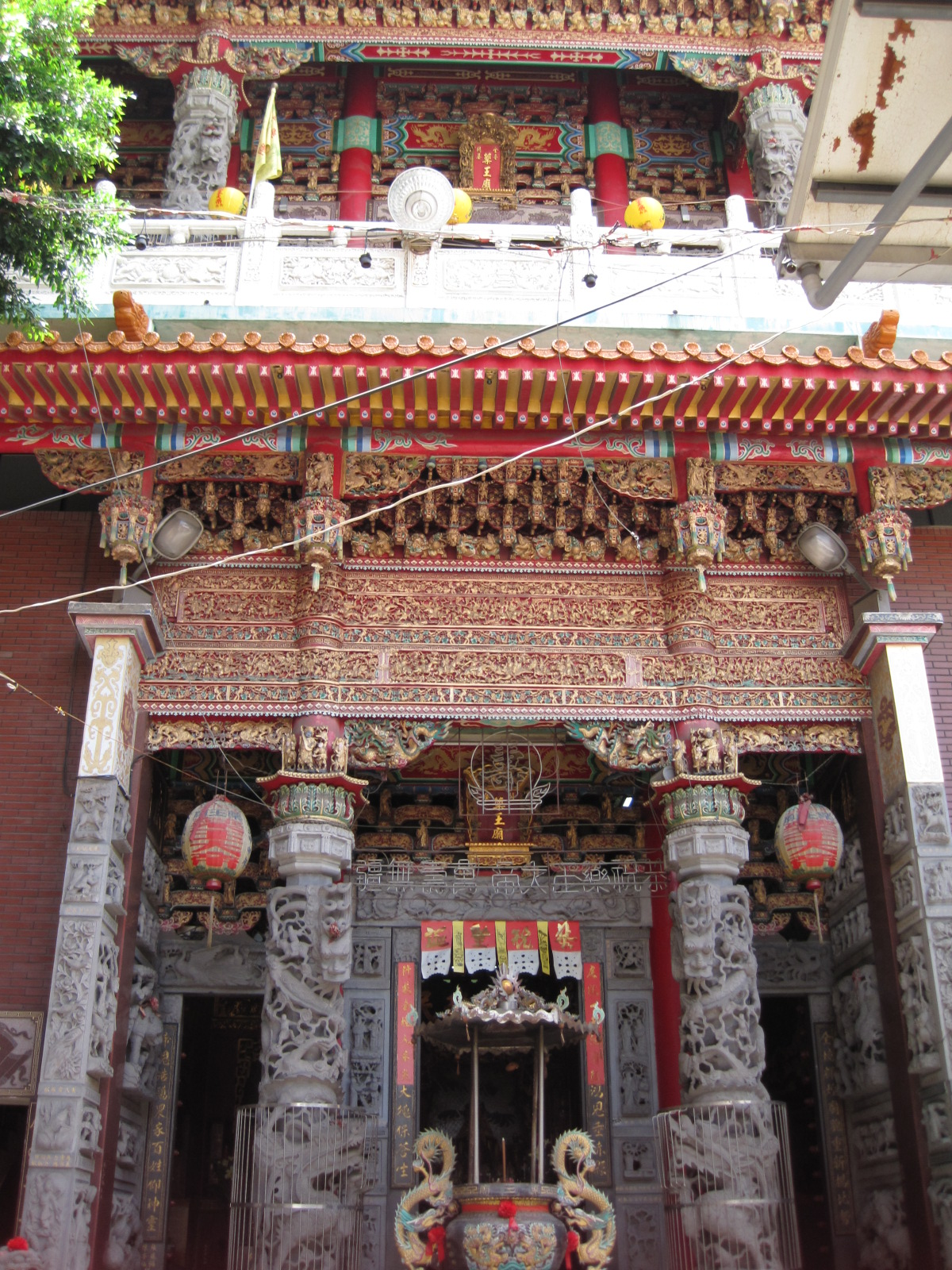
Shennong Temple in Taiwan donde se le venera con los nombres de Rey Yan, Dios de los Cinco granos, Shennong el Gran Emperador, el Ancestro de la Agricultura, Gran Emperador de la Medicina, Dios de la Tierra y Dios de los Campos.
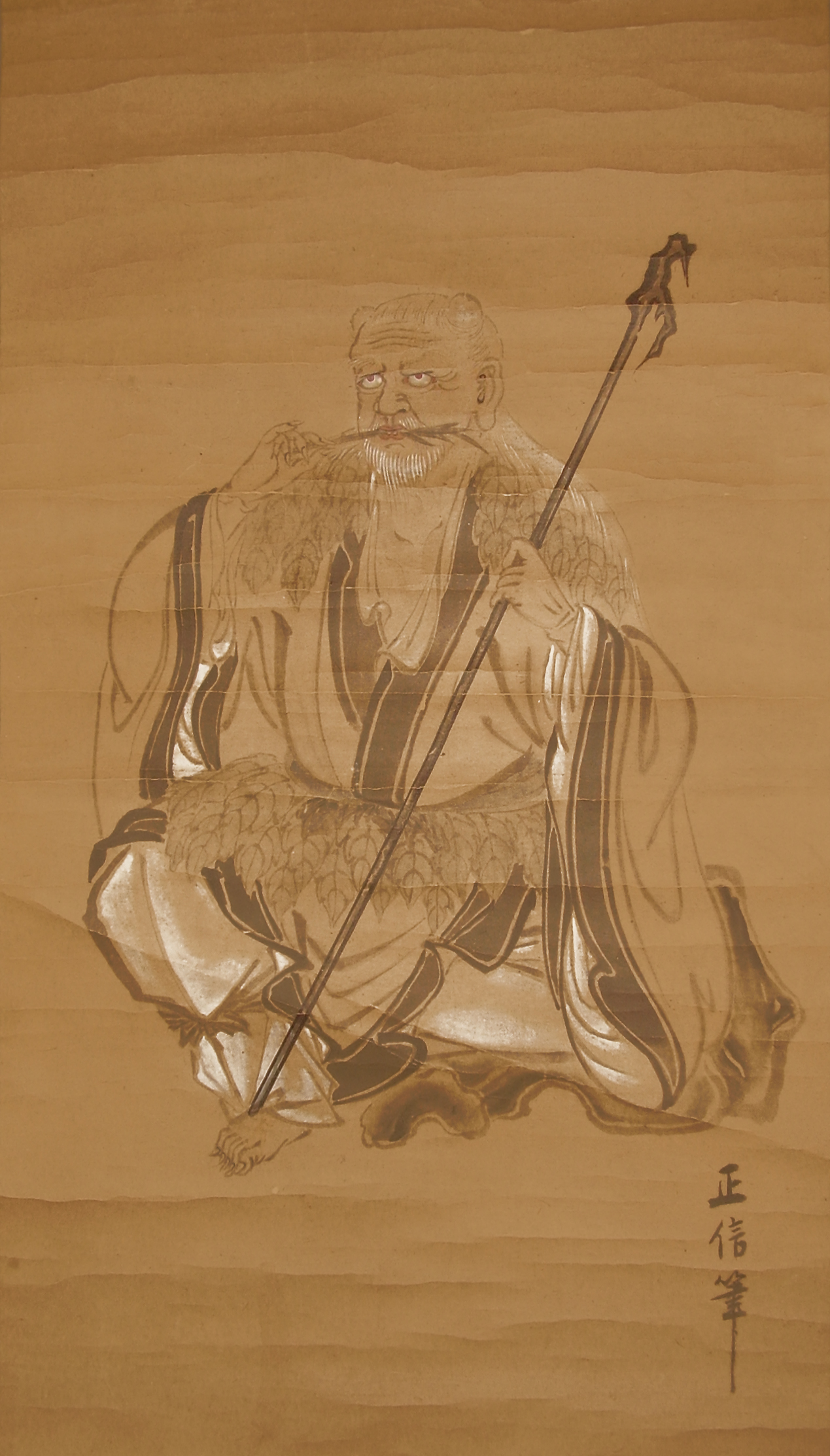
Shennong (Shinnō en japonés) degustación de hierbas para descubrir sus cualidades; una pose distintiva e icónica utilizada a menudo en las representaciones de Shennong; en este caso, de una pintura japón del siglo XIX.
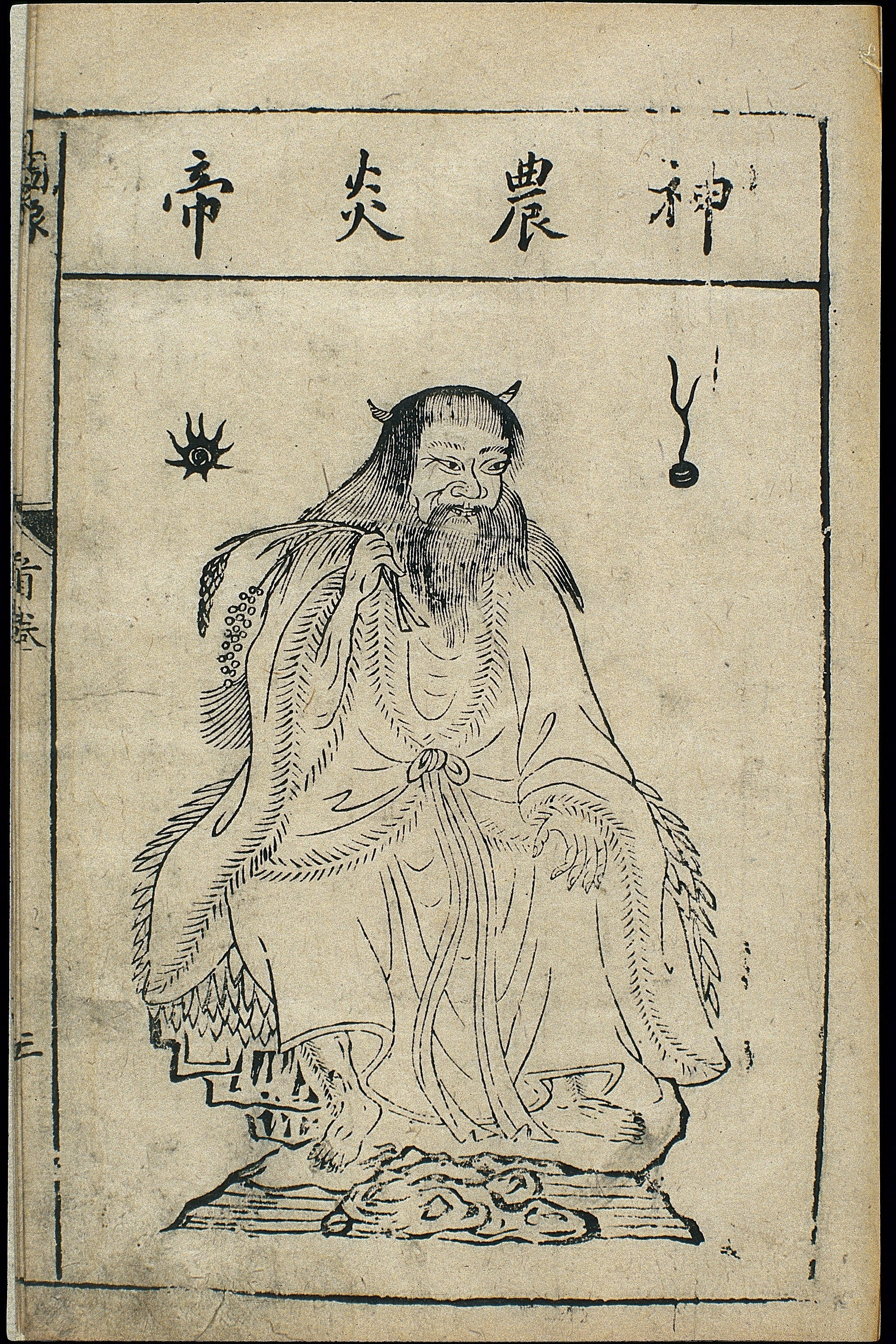
Shennong representado por Gan Bozong, grabado en madera, dinastía Tang (618-907)